# Krossdalskúla
Krossdalskúla är en bergstopp i republiken Island. Den ligger i regionen Norðurland vestra, 160 km norr om huvudstaden Reykjavík. Toppen på Krossdalskúla är 970 meter över havet, eller 173 meter över den omgivande terrängen. Bredden vid basen är 2,2 km.
Trakten runt Krossdalskúla är nära nog obefolkad, med mindre än två invånare per kvadratkilometer. Trakten runt Krossdalskúla består i huvudsak av gräsmarker.